# Bent Walad DZ
Bibiche et Bibicha
Bent Walad DZ est une série télévisée algérienne, qui est diffusée en simultané du 1er juin 2014 à 2015. Elle suit le quotidien d'un nouveau couple marié, sur un ton humoristique et critique de la société algérienne, sur le modèle d'Un gars, une fille. Elle est suivie par Bibiche et Bibicha.
La première saison est diffusée durant l'année 2014 sur Echorouk TV, la deuxième est diffusée sur Télévision Algérienne et sur Canal Algérie pour les rediffusions.

## Distribution

### Acteurs principaux
- Merouane Guerouabi : Bibiche
- Souhila Mallem : Bibicha

## Fiche technique
- Titre original : بنت ولد DZ
- Titre en français : Bent Walad DZ
- Réalisation : Samy Faour
- Scénario : Aïssa Sharit
- Photographie : Ikbal Arrafa
- Sociétés de production : Not Found Prod et Wellcom Advertising
- Société(s) de distribution : Echorouk TV, Télévision Algérienne
- Pays d'origine :  Algérie
- Langue originale : arabe
- Format : couleur - HDTV - son stéréo
- Genre : Comédie
- Durée : 25 minutes

## Chaine Youtube
- Bibiche et Bibicha